# Dā də bātorāno kor
"Dā də bātorāno kor" (pashto:دا د باتورانو کور, "Esta é a Pátria dos Corajosos") é um nasheed em língua pashto e o hino nacional de facto do Emirado Islâmico do Afeganistão. É uma música a cappella, o que significa que não contém instrumentos musicais, pois os instrumentos são considerados haram (religiosamente proibidos) por muitos estudiosos islâmicos no Afeganistão.
O Emirado Islâmico do Afeganistão (o Afeganistão sob o domínio do Talibã) tinha leis formais especificando sua bandeira e emblema, porém nenhum hino foi especificado. Este nasheed era comumente usado nos créditos de abertura das transmissões do Da Shariat Zhagh ("Voz da Sharia"), a estação de rádio oficial do Talibã, desde o final dos anos 1990, quando o grupo controlava a maior parte do território do Afeganistão, bem como como nos vídeos publicados pela Comissão de Assuntos Culturais do Talibã. Também foi usado durante as cerimônias oficiais; por exemplo, em 2013, quando o Emirado Islâmico abriu seu escritório político em Doha, Qatar, a música foi tocada durante a cerimônia de hasteamento da bandeira. Devido a isso, é considerado o hino nacional de facto do Emirado Islâmico do Afeganistão e do Talibã.
A gravação mais comumente usada para este hino apresenta a voz do mulá Faqir Muhammad Darwesh, um popular munshid talibã (cantor nasheed).